# Dolenje Kamenje
Dolenje Kamenje – wieś w Słowenii, w gminie miejskiej Novo mesto. W 2018 roku liczyła 87 mieszkańców. 